# Руй (соус)

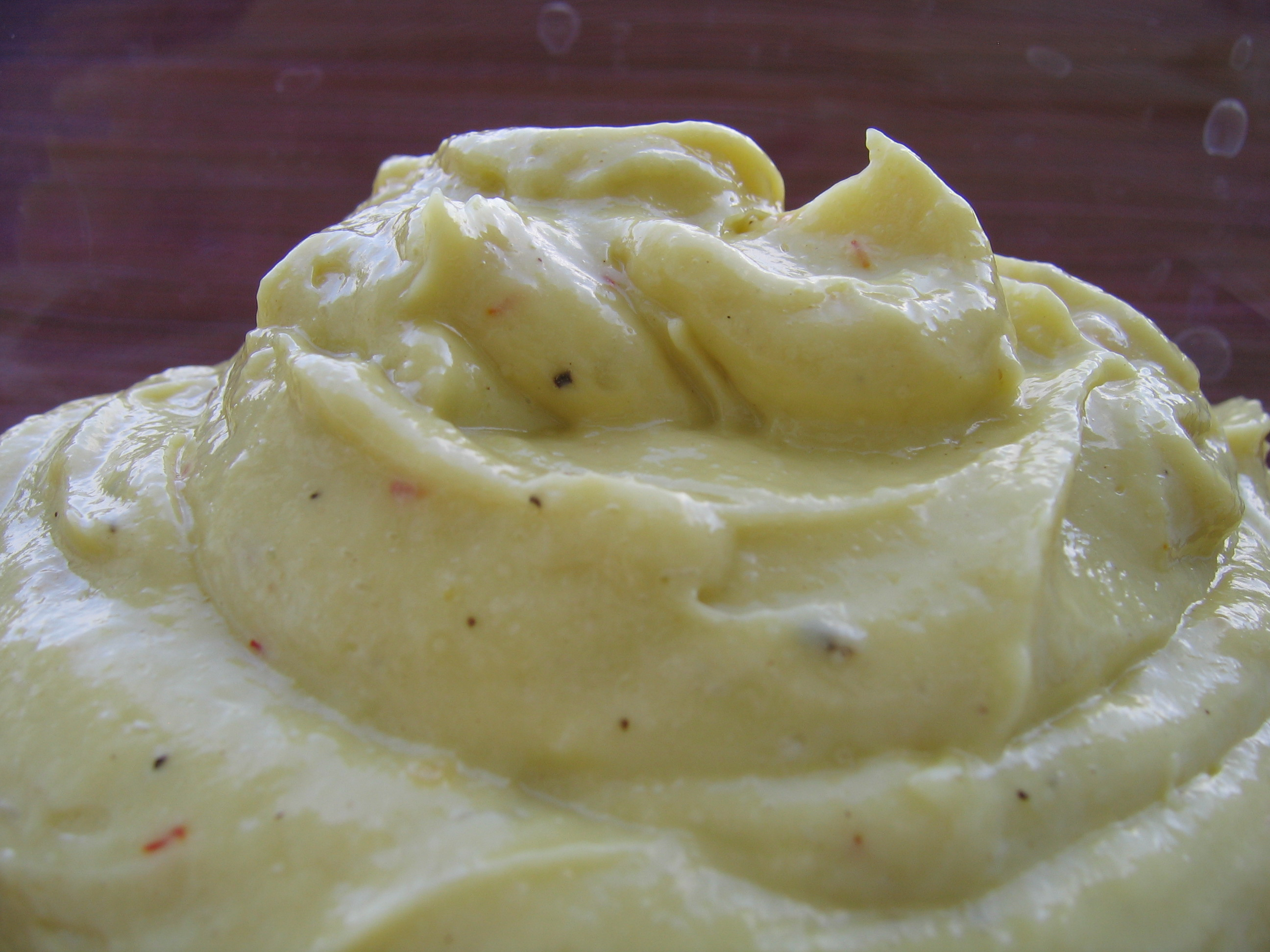
Соус руй

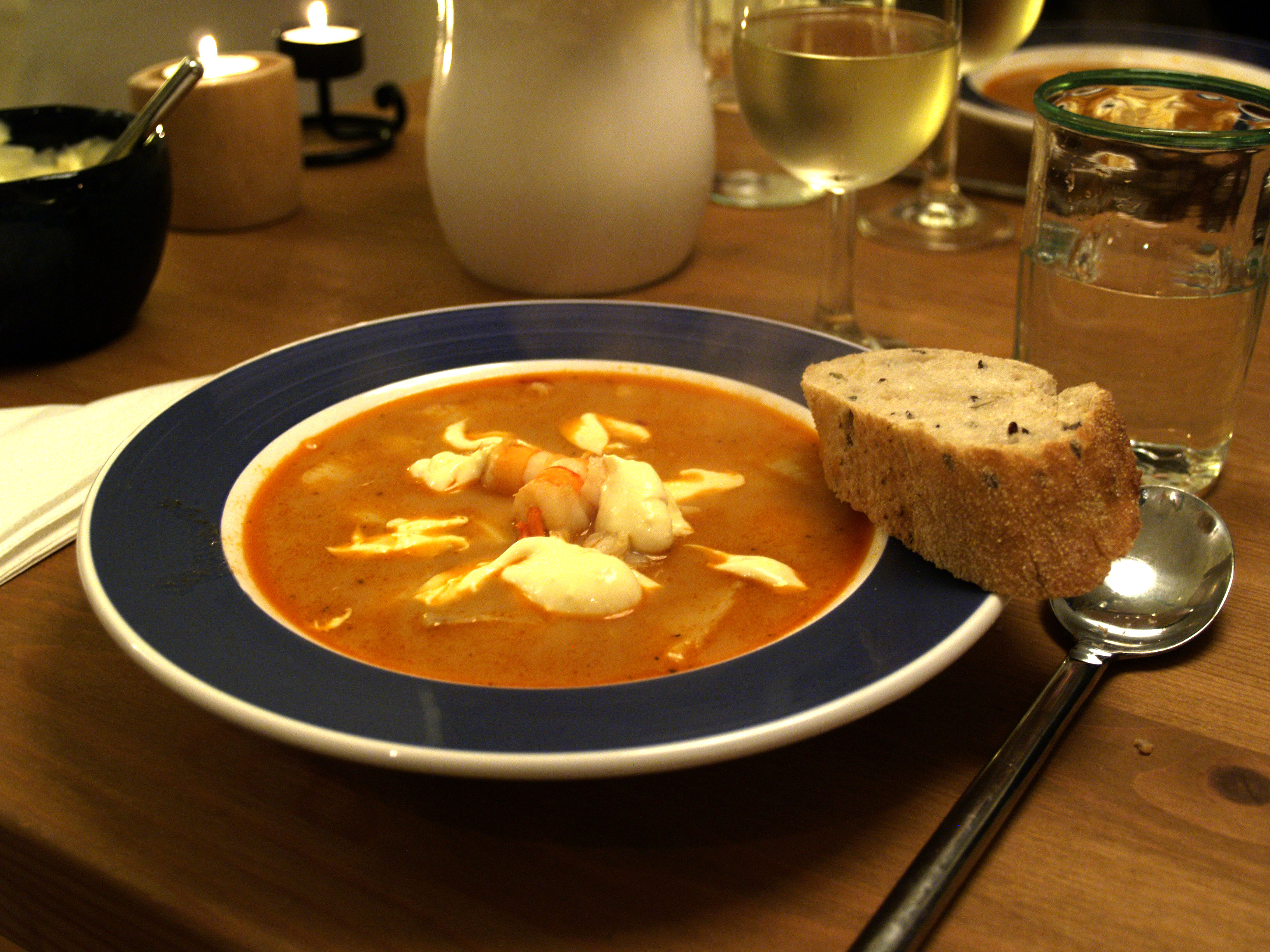
Буйабес з грінками і соусом руй

Руй (фр. Rouille, [ʁuj]) — прованський густий часниковий соус для рибних страв, важлива складова подачі супу буябес. Назва соусу в перекладі з французької означає іржа, так як, приготований за традиційним рецептом, він має червоно-коричневий колір.

## Склад
Існує кілька різновидів соусу (марсельський, з Ніцци). Основні інгредієнти:
- Оливкова олія
- Часник
- Шафран
- Каєнський перець або перець чилі
- Яєчний жовток
- Морська сіль

В залежності від уподобань кухаря в рецепт соусу може входити широкий спектр приправ: паприка, чорний мелений перець, діжонська гірчиця, лимонний сік, біле вино, базилік, цедра апельсина тощо.
Для надання пастоподібної консистенції у соус додають хлібний м'якуш, панірувальні сухарі або картопляне пюре. Подають до рибних страв разом з крутонами.